# Cantón de Montreuil-Bellay
El cantón de Montreuil-Bellay era una división administrativa francesa, que estaba situada en el departamento de Maine y Loira y la región de Países del Loira.

## Composición
El cantón estaba formado por trece comunas:
- Antoigné
- Brézé
- Brossay
- Cizay-la-Madeleine
- Courchamps
- Épieds
- Le Coudray-Macouard
- Le Puy-Notre-Dame
- Montreuil-Bellay
- Saint-Cyr-en-Bourg
- Saint-Just-sur-Dive
- Saint-Macaire-du-Bois
- Vaudelnay

## Supresión del cantón de Montreuil-Bellay
En aplicación del Decreto n.º 2014-259 de 26 de febrero de 2014, el cantón de Montreuil-Bellay fue suprimido el 22 de marzo de 2015 y sus 13 comunas pasaron a formar parte del nuevo cantón de Doué-la-Fontaine.